# Manolo Prieto
Manuel Prieto Benítez (El Puerto de Santa María, Cadis, 16 de juny de 1912 -Madrid, 5 de maig de 1991) va ser un pintor i dibuixant espanyol.
Va obtenir diversos premis internacionals i es va formar professionalment amb Emeterio Melendreras en la revista que aquest dirigia, Arte comercial. La seva obra gràfica més coneguda és una silueta del Toro d'Osborne (1956), originàriament un anunci del Grup Osborne però amb un èxit tal que s'ha convertit en patrimoni cultural i artístic dels pobles d'Espanya segons fins i tot sentència judicial.
Existeix en l'actualitat una Fundación Manolo Prieto a la seva ciutat natal, que recull una part de les seves nombroses obres, com el disseny de les portades de les novel·les de la col·lecció Novelas i cuentos (1942-1959). També és autor de diversos dissenys de medalles, com les que es troben en el museu municipal de la seva ciutat natal, de temàtica eròtica.
Prieto va ser també un reconegut militant del Partit Comunista d'Espanya, així doncs durant la Segona República Espanyola va col·laborar com a dibuixant en l'agrupació Milícia Popular, la capçalera del cinquè regiment de milícies. Durant la Guerra Civil Espanyola va recolzar al bàndol republicà i va col·laborar amb dibuixos per a Altavoz del Pueblo i el diari El Sol, a més de ser director artístic d'un periòdic per a la tropa del V Cos de l'Exèrcit. Posteriorment, durant la dictadura de Franco, va il·lustrar articles en la premsa nacional sota el pseudònim Teté, va treballar per a la Fàbrica Nacional de Moneda i Timbre com a escultor de medalles, i va rebre nombrosos premis; com a cartellista taurí, treball en el qual va aconseguir gran reconeixement.
El Toro d'Osborne va ser el logotip per a l'exposició monogràfica "100 anys de disseny gràfic a Espanya" celebrada l'any 2000 al Museu Reina Sofia, que va tenir com a comissari al dissenyador Alberto Corazón.
En el Museu d'Art Modern de Nova York i en el Museu Nacional de Varsòvia es conserven diverses de les seves obres.